# Hakan Yakın
Hakan Yakın (né le 22 février 1977 à Bâle) est un footballeur international suisse d'origine turque.
Il termine sa carrière à Bellinzone en 2013 et est connu pour être l'un des piliers de l'équipe de Suisse entre 2000 et 2011. Il est le frère de Murat Yakın, lui aussi également ancien international suisse et entraîneur.
Hakan Yakın est le premier joueur suisse à avoir marqué plus d'un but dans un Championnat d'Europe et un des premiers à avoir gagné une distinction dans les prix de l'UEFA. Ses spécialités sont ses coups de pied arrêtés, ses passes en profondeur très précises, sa vision du jeu, un jeu créatif souvent apprécié. Le 29 juin 2009, le quotidien suisse-alémanique Blick le décrit comme « Rock Star du Football Suisse ».
Passé par plusieurs clubs, il a fortement marqué son empreinte au FC Bâle, BSC Young Boys et au FC Lucerne. Il fut élu meilleur joueur suisse de l'année 2003, et a été meilleur buteur et meilleur joueur de Super League en 2008, puis second ex æquo meilleur buteur de l'Euro 2008 derrière David Villa.

## Carrière

### Les premiers pas (1995 - 2001)
Dès l’âge de 7 ans, Hakan Yakın intègre les rangs du FC Concordia Bâle, deuxième club officiel de la ville de Bâle. Yakın a alors 18 ans et commence à faire ses premiers pas dans l'effectif pro du club et marque notamment le premier but de sa carrière contre le FC Lausanne-Sport, le 12 avril 1995. Après une demi-saison à Concordia Bâle, son club formateur, Yakın rejoint pour la saison 1995-1996, le FC Bâle où malgré ses bonnes prestations, il ne se fait pour le moment pas sélectionner en équipe nationale. Arrivé au Grasshopper-Club Zurich, Yakın ne s'adapte pas très rapidement (11 matchs et 1 but), il est alors prêté à la mi-saison au FC Saint-Gall. C'est là que Yakın commence à se révéler au public suisse.
Après une année et demie à Saint-Gall, Grasshopper décide de le reprendre et Yakin devient alors une pièce maîtresse du club et fait parler son sens du jeu. Ayant marqué 22 buts en 54 matchs, le jeune milieu offensif suisse d'origine turque retourne au FC Bâle.

### Au sommet de sa carrière: FC Bâle (2001 - 2003)
C'est avec le FC Bâle que Yakın connaît ses plus gros succès, il remporte le championnat de suisse, la coupe de suisse, la coupe de la montre et gagne même deux distinctions personnelles. Avec le FC Bâle, Yakın brille énormément, il y fait parler son talent, notamment en Ligue des champions de l'UEFA. Cette Ligue des Champions 2002-2003 est la première et meilleure dans l'histoire du FC Bâle jusqu'à présent, et on a appelé cette équipe en Suisse durant cette époque la Dream Team dont Yakin est la vedette en marquant des buts importants contre Valence, le Deportivo La Corogne et la Juventus où il permet au FC Bâle de battre pour la première fois de son histoire une équipe italienne.
Contre le Liverpool FC, Bâle n'a besoin que d'un petit point pour se qualifier au tour suivant, après avoir mené un parcours successif, quant à Liverpool, la victoire est impérative, le challenge est de grande envergure pour Bâle. Le 12 novembre 2002 reste sûrement l'un des matchs les plus palpitants de l'histoire des rhénans, où ils font un match nul 3-3, après avoir mené 3 à 0 à la mi-temps, le tout sur 3 passes décisives de Yakin, qui est alors le grand artisan de cette première dans l'histoire du football suisse. Il déclare par la suite que ce match a été le meilleur de sa vie.
Hakan Yakin est alors convoité par des géants européens tel que le Liverpool FC, l'Atlético Madrid, le Celtic Glasgow ou encore le Borussia Dortmund. Yakin considéré comme l'un des meilleurs futurs joueurs au niveau mondial, est alors transféré au PSG pour succéder à Ronaldinho parti au Barça. Mais l'aventure tourne mal, Yakin, en effet blessé aux adducteurs, insiste pour se faire opérer en Suisse contre l'avis des dirigeants parisiens. Ces derniers souhaitant une convalescence classique à Paris, ils annulent finalement le transfert. N’ayant jamais été homologué, son contrat avec le PSG n’a jamais eu d’existence juridique et Yakin n’a par conséquent jamais été salarié par le club parisien.

### Deux années noires: blessures, problèmes en club (2003 - 2005)
Après 31 buts en 73 matchs et en ayant gagné 4 titres et 2 distinctions individuelles et un transfert raté au PSG, Yakin quitte le club rhénan.
En 2003, le VfB Stuttgart s'intéresse en effet à Yakin et le convainc de rejoindre le club. Mais il est finalement la plupart du temps sur les bancs des remplaçants en raison de divers problèmes. Le club le prête alors au club turc de Galatasaray où il connaît la même situation. Malgré ses qualités techniques et physiques remarquables et une grande combativité, ses performances sous le maillot du VfB Stuttgart et Galatasaray se caractérisent comme un échec retentissant.

### Retour réussi: BSC Young Boys Berne (2005 - 2008)
Tout au long de son évolution avec les Young Boys Berne, il développe un jeu de buteur. Lors de la saison 2005-2006, il marque à 6 reprises en 20 matchs, en 2006-2007, 10 fois en 31 matchs et en 2007-2008, il trouve à 24 fois le filet des buts en 32 matchs. En plus de cela, il réalise 18 passes décisives, très rare chez un buteur. Au club de la capitale suisse sous les ordres du mentor Martin Andermatt, il parvient alors à retrouver sa grande forme, après un transfert avorté au Paris Saint-Germain et deux années infructueuses au VfB Stuttgart et Galatasaray. Yakin améliore ainsi nettement son jeu et parvient à redevenir un candidat potentiel pour l'équipe de Suisse.
Yakin est nommé capitaine de l'équipe au début de la saison 2006-2007.
Le 10 août 2006 en phase qualificative de la Coupe UEFA, Young Boys affronte l'Olympique de Marseille. Menés 3 fois aux scores, les Young Boys égalisent 3 fois et également avec Yakin qui à la 19e minute marque un excellent but de la tête à la suite d'un centre de Carlos Varela, ce qui constitue son premier but européen après 3 ans.
Yakin emmène l'équipe bernoise en finale de la Coupe de Suisse 2006 face au FC Sion et remporte le tournoi amical de la Coupe horlogère 2007. Lors de la saison 2007/2008, il permet au BSC Young Boys d'envisager sérieusement un titre de champion de Suisse désiré depuis 1987 (YB n'a plus gagné le championnat et la coupe de suisse depuis cette année). À l'issue de plusieurs journées, les Young Boys pointent à la 1re place du classement en devançant le FC Bâle. Mais les quelques derniers matchs de la fin de saison sont ratés et Young Boys perd des points précieux. L'équipe termine tout de même dauphin de Bâle qui compte quatre points d'avance sur Young Boys qui en a 70. Les supporters et les joueurs ne s'y trompent pas en affichant clairement leur affection pour le "Meister aus Franken" alias Hakan Yakin mais juste après l'EM 2008, il annonce son départ des Young Boys.
Durant cette saison 07/08, Yakin forme un duo de choc avec son coéquipier Tomas Häberli, une attaque qui fait peur à chaque équipe du championnat de suisse, Yakin inscrit 24 buts et réalise 14 passes décisives puis Häberli 18 buts. Il est ainsi élu meilleur buteur (24), meilleur joueur et meilleur passeur (14) de l'Axpo Super League.
Ayant été proche de s'en aller au Bolton Wanderers après la saison 2007/2008, il rejoint finalement l'Al-Gharafa SC pour une somme proche de 4 millions d'euros. Avec son transfert dans un championnat peu réputé du Qatar, l'entraîneur allemand Ottmar Hitzfeld affirme que Yakin reste malgré tout un joueur de classe pour l'équipe de Suisse.

### L'aventure qatari: Al-Gharafa Doha (2008 - 2009)
Le début de la saison au Qatar est plutôt bien réussi pour Yakin, il est même considéré par certains comme le leader et le meilleur joueur d'Al Gharrafa. Mais au cours de la période de transfert, Yakin n'est plus dans les plans de Marcos Paqueta et s'il joue ce n'est que les dernières minutes de match. Donc il est aussi difficile pour lui de jouer en équipe nationale. La raison est liée à ses négociations avec Neuchâtel Xamax. Les propriétaires du club ont en effet très mal réagi à cela en sortant Yakin des plans d'Al-Gharafa. Au club qatari, Yakin a marqué 5 buts en 7 matchs dont un sur coup franc lors du grand derby qatari Al Gharrafa - Al Rayyan. Yakin ne voulant plus rester au Qatar après cette réaction des Cheiks du club, Al Gharrafa s'offre Juninho Pernambucano lui aussi spécialiste des coups de pied arrêtés. Avant la fin de saison 2008/2009, Yakin sans club s'entraîne avec l'équipe du GCZ M21 où son frère Murat Yakin est entraîneur adjoint de l'équipe première, espérant à 32 ans jouer encore quelques années, son objectif étant de participer à la Coupe du monde 2010. Le 2 juin 2009, Yakın fait son retour en équipe nationale suisse pour les tests physiques à Macolin en compagnie de Philipp Degen, Xavier Margairaz et Marco Padalino et l'entraîneur assistant de la Nati, Michel Pont après 4 mois d'absence sur les terrains.
Arrivé à la période du mercato d'été 2009, le rival du FC Barcelone, l'Espanyol Barcelone, aurait exprimé son souhait d'acquérir dans ses rangs l'attaquant helvète. Le GCZ serait également sur les pistes pour enrôler Yakin. Malgré toutes ses rumeurs, le modeste club suisse du FC Lucerne réussit le grand coup du mercato des transferts tant sur le plan sportif qu'économique en engageant Hakan Yakin.

### Retour au pays convaincant: FC Lucerne (2009 - 2011)
En dépit de la sollicitation de l'Espanyol Barcelone et Grasshopper, Yakin préfère rejoindre Lucerne. Il y marque son premier but lors de son premier match face à une équipe amateur, le FC Linth 04.
Le no 10 du FC Lucerne fait sa première apparition en championnat sous les couleurs lucernoises, le 26 juillet 2009, face au Grasshopper-Club Zurich. À cette occasion il signale son retour par le 130e but de sa carrière, toutes compétitions confondues, en club. Le 9 août 2009, contre Neuchâtel Xamax, il inscrit le 120e but de sa carrière en Championnat de Suisse. Vu son expérience, il devient notamment capitaine de l'équipe, à ce titre il marque son 10e but pour le club en Coupe de Suisse contre le FC Schötz, le 19 septembre 2009. Le 20 janvier 2010 en match amical au sud de la Turquie son pays d'origine, contre l'équipe nationale de la Corée du Nord participant à la Coupe du monde 2010, il marque le premier but du FC Lucerne à la 38e. Alors mené 2 à 1, c'est Nelson Ferreira qui égalise en marquant à la 85e. Il finit sa première saison sous les couleurs lucernoises (4e en championnat) avec un bon bilan en championnat : 29 matchs, 10 buts et 10 passes décisives et le club réussit l'exploit de se qualifier pour le 3e tour préliminaire de la Ligue Europa, alors qu'il se battait contre la relégation lors de la saison 2008-2009. L'arrivée de Yakin semble alors avoir beaucoup aidé l'équipe lucernoise à revenir au grand plan européen qu'elle attendait depuis 1997, soit 13 ans.
Le 19 juillet 2010, pour le début du Championnat Suisse 2010-2011, face au FC Saint-Gall, Lucerne gagne sur le score de 4 à 0. Daniel Gygax la nouvelle recrue lucernoise forme alors dès ses débuts avec Hakan Yakin un duo très prometteur. Yakin marque le premier but sur une tête à la 30e ; trois minutes plus tard il est impliqué dans le but de Gygax (2 à 0). À la 68e minute Gygax marque d'une frappe splendide sur un service de Yakin. Nelson Ferreira marque ensuite le 4 à 0. Ces débuts flamboyants permettent au FC Lucerne de nourrir de bonnes ambitions pour la suite de la saison. Au cours de ce match, les lucernois reçoivent également l'Axpo Fair Play Trophy (trophée de l'équipe la plus fair-play du Championnat Suisse).
Le 14 août 2010, Hakan Yakın est le grand homme du match face au club où il s'est révélé, le FC Bâle où évoluent aussi plusieurs des coéquipiers d'équipe nationale. Il inscrit en effet 2 buts et délivre 2 passes décisives (pour Gygax et Janko Pacar) en gagnant 4 à 1, en prenant la tête du championnat et du classement des buteurs avec Frei, entrant ainsi dans l'histoire du Parc Saint-Jacques. Depuis l'inauguration du stade, le 15 mars 2001, le club n'avait jamais été aussi battu sévèrement (1-4) en championnat. Yakin est le véritable « match-winner » face à son ancienne formation. « La veille, j’ai discuté sur son rôle durant une trentaine de minutes. Il a tout de suite été très réceptif et très positif », souligne son entraîneur Rolf Fringer avant de poursuivre : « Hakan a fait de gros efforts pour s’affûter physiquement. Il est plus fort que la saison dernière. »
Cette lancée brillante des lucernois est confirmée encore après cette victoire sur Bâle, contre le Grasshopper à l'extérieur, victoire 3 à 0 : Yakin inscrit le 2 à 0, son 5e but du championnat, soit déjà la moitié de sa dernière saison. Lucerne consolide (6 matchs, 13 points) ainsi sa place de leader avec 3 points d'avances sur Bâle, un scénario inimaginable ces deux dernières années. L'équipe se montre également la formation la plus offensive avec une moyenne de 3 buts par matchs emmenée alors par un Gygax et Yakin toujours aussi inspirés.
Le 7 novembre 2010, après deux défaites consécutives (1-2) et (1-4) contre Xamax et Sion, Lucerne se trouve deuxième du classement, contre le FC Bâle alors, Lucerne et Yakin tiennent le 1 à 1 (après avoir gagné 4 à 1 au match aller), sur un but de Nelson Ferreira signé caviar de Yakin, 10e passe décisive de la saison.
Le 11 décembre 2010, le FC Lucerne finit sur un match nul 1-1 contre le FC Zurich en terminant ainsi champion d'automne devant Bâle, alors que le club était encore dernier il y a 2 ans. Lucerne doit également cela à Yakin, bien de retour en forme, avec 9 buts et 11 passes décisives (impliqué sur 48 % des buts de Lucerne) en étant le joueur le plus efficace de Super League de ce 1er tour. On parle alors de Yakin dépendance au FC Lucerne.
Malgré cela, la 2e partie du championnat est un véritable échec pour Lucerne, pourtant 1er, le club ne termine "que" 5e et les performances de Yakin sont beaucoup moins percutantes.
Lors de la saison 2011-2012, Murat Yakın, son frère, devient entraîneur du club. Le club lucernois débute très bien la saison et joue toujours les premières places aux côtés de Bâle, avec un Yakin qui commence à prendre de l'âge mais restant toujours autant indispensable (5 buts et 6 passes décisives). Il annonce son départ pour l'AC Bellinzone en 2e division suisse dès 2012 à quelques semaines de la fin de la demi-saison, un coup dur pour Lucerne, mais aussi en revanche un sentiment de remerciement pour Yakin qui a changé la dimension du club.
Il joue son dernier match face à Servette, lors duquel, il est remercié, félicité par les fans et le président du FC Lucerne, notamment pour avoir aidé Lucerne à retrouver le plus haut niveau suisse, recevant des hommages, mais il loupe un pénalty durant le match ce qui gâche la fête.
Il quitte le club avec un bilan de 29 buts, 27 passes décisives en 90 matchs et devenant de ce fait un joueur ayant sans doute écrit son nom dans l'histoire du FC Lucerne, non pas par ses statistiques, mais par son influence dans le jeu, ses passes, sa technique, ses coups de pied arrêtés mais surtout une grande vision du jeu.
Yakin signe un contrat de six ans avec Bellinzone, incluant notamment une reconversion dans l'encadrement technique.

## En sélection nationale (2000 - 2011)
5e joueur le plus capé de l'équipe de Suisse, Yakın compte 87 sélection et 20 buts puis d'inombrables passes décisives. Il a participé à l'Euro 2004, la Coupe du monde 2006 (8e de finaliste), l'Euro 2008 où il termine deuxième meilleur buteur (3 buts en 3 matchs) en égalité avec Lukas Podolski, Roman Pavlyuchenko et Semih Şentürk derrière David Villa (4 buts) puis à la Coupe du monde 2010 en Afrique du Sud (victoire historique contre l'Espagne).

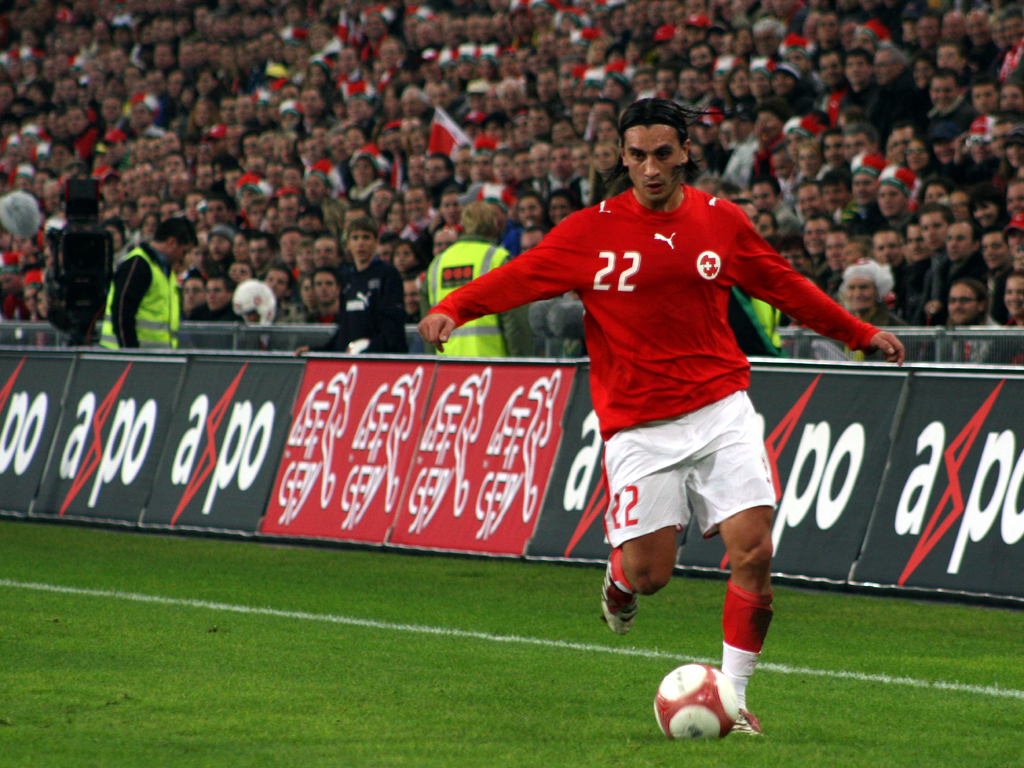
Hakan Yakın en pleine action lors d'un match contre le Brésil

Lors de sa première sélection face à l'Oman à Mascate, il entre en jeu à la 76e avec le numéro 10 sur le dos et marque dès ce moment son premier but international (à la 89e, victoire suisse 4 à 1). Depuis il est devenu un titulaire indiscutable et aussi d'entre-jeu. Doté d'un jeu très créatif, il est très apprécié par les supporters suisses, qui scandent souvent son nom pour qu'il rentre en jeu lorsqu'il est remplaçant et l'applaudissent aussi lorsqu'il commence à s'échauffer. À la suite d'un sondage fait par Blick, Hakan Yakin est le 3e joueur préférés des suisses de tous les temps derrière Alexander Frei et Stéphane Chapuisat.

### Euro 2004 et Coupe du monde 2006
Le numéro 10 suisse emmène la Nati à l'Euro 2004 en marquant trois buts lors de la campagne qualificative, un face à la Géorgie et deux face à l'Irlande. En phase de poule, après un nul contre la Croatie, l'équipe suisse ne fait pas le poids face à la France et l'Angleterre présent dans le groupe de la Suisse.
Non sélectionné pour la Coupe du monde 2006 en raison de sa baisse de forme (au VfB Stuttgart et à Galatasaray), il revient après le forfait de Johan Vonlanthen. Sur le banc face à la France (0-0), il entre en jeu face au Togo (2 à 0 pour la Suisse). Grâce à sa bonne performance il est titulaire contre la Corée du Sud et également contre l'Ukraine. Face à la Corée du Sud, Yakin réalise un excellent coup franc placé sur la tête de Philippe Senderos qui devient le buteur ensanglanté. Hakan Yakin est alors durant ce match face à la Corée du Sud, l'un des grands artisans du passage de la Suisse en 8e de finale de la Coupe du monde 2006 en terminant première de son groupe devant la France, la Nati réalisant ainsi son 2e meilleur mondial avec celui de 1994 où elle est aussi 8e de finaliste derrière le mondial de 1934, 1938 et 1954 où elle est quart de finaliste. Mais contre l'Ukraine, l'attaque suisse ne peut inscrire de buts (0-0) et perd aux tirs au but (0-3), où Yakin et Frei, les deux spécialistes suisses des penaltys, étaient déjà sortis.

### Euro 2008, le grand retour
Le 13 octobre 2007, il met fin à son long silence en marquant un but face à l'Autriche : il n'avait en effet plus marqué de but en sélection nationale depuis le 8 octobre 2004 contre l'Irlande. L'année suivante (2008) est celle de son grand retour en forme avec 5 buts marqués dont 3 durant l'Euro 2008.
À l'Euro 2008, il commence sur le banc des remplaçants, Köbi Kuhn ayant préféré Marco Streller pour l'associer à Alexander Frei, mais Alex Frei blessé doit laisser sa place à Yakin, alors que, par la suite, Streller est remplacé par Eren Derdiyok. Hakan Yakin assure alors son rôle de joker gagnant en inscrivant lui tout seul les trois buts suisses de la compétition. Il ouvre d'abord son compteur lors de la deuxième journée face à la Turquie puis permet à l'équipe de Suisse, en inscrivant un doublé contre le Portugal, de gagner le premier match de phase de poule de son histoire en "Euro". Ce tournoi marque la fin de son long silence en équipe nationale (2004-2007). Terminant deuxième meilleur buteur (3 buts en 3 matchs), il gagne son prix (les Silver Shoes, les chaussures d'argent) dans les statistiques de l'UEFA.

### Le grand joker de Hitzfeld, Coupe du monde 2010
L'entraîneur national Ottmar Hitzfeld précise sur le retour en Suisse au FC Lucerne de Hakan Yakin : « Une sélection dépendra de ses futures performances avec Lucerne. Mais j'ai senti que Hakan Yakin veut absolument disputer le tour final de la Coupe du monde 2010 et qu'il fera tout pour que la Suisse se qualifie ». Lors de son premier match sous les ordres de Hitzfeld, il marque un but contre Chypre (victoire 4-1). Le second match, premiers des qualifications pour la CDM 2010 contre l'Israël, il inscrit un but sur coup franc panenka et adresse une passe décisive (score final, 2-2). Il est sans doute l'un des meilleurs joueurs de la Nati, mais Hitzfeld le conserve souvent en tant que simple joker de luxe.
Le 5 septembre 2009, en qualification de Coupe du monde face à la Grèce, le score est encore vierge. À la 80e minute, alors que les noms de Hakan Yakin et Johan Vonlanthen sont scandés par le public, dès leurs rentrés, grâce à une faute obtenu par Vonlanthen à la 83e, Yakin tire un coup franc en pleine douceur et très précisément sur la tête de Grichting qui marque son premier but en équipe nationale. Par la suite Padalino augmente le score en inscrivant le 2 - 0. La Suisse devenant leader de son groupe avec 16 points et se rapprochant de plus en plus de la Coupe du monde en Afrique du Sud. Selon un sondage fait par Blick, Yakin est le 2e joueur suisse le plus efficace de cette campagne qualificative derrière Diego Benaglio. Bien qu'il ne soit presque jamais titulaire, ses rentrées en jeu fracassantes souvent marquées par des passes décisives lui permettent de gagner des points sans parler de son coup franc panenka réussi contre l'Israël.
Son bilan des qualifications de la CDM 2010 : 7 matchs, 4 passes décisives, 1 but.
Durant les qualifications du WM 2010, Yakin marque un but et offre trois passes décisives : à Blaise Nkufo contre l'Israël, le Luxembourg et la Grèce, et un à Stéphane Grichting contre la Grèce. D'ailleurs pendant l'absence d'Alexander Frei, Yakin forme un très bon duo avec Nkufo ou Derdiyok. Il se fait sélectionner pour un match amical contre l'Italie (0-0), le 12 août 2009, et retrouve la confiance de Hitzfeld en vue de son excellent début de saison avec le FC Lucerne. Rentrant à la place d'Alexander Frei, il obtient le brassard de capitaine après l'avoir obtenu en février contre la Bulgarie.
Hakan Yakin est retenu par Ottmar Hitzfeld pour participer à la Coupe du monde 2010. Yakin dispute sa deuxième Coupe du monde et sa quatrième grande compétition, 10 ans après ses débuts en 2000. Pour le dernier match de préparation du mondial sud-africain, contre l'Italie (1-1), il effectue une rentrée en jeu à la place d'Alexander Frei à nouveau et obtient le brassard de capitaine, une 3e fois sous l'ère Hitzfeld, il réussit à rendre le jeu offensif plus créatif et confirme à nouveau qu'il est bel est bien le grand joker de la Suisse.
Sélectionné dans la liste des 23 joueurs pour la Coupe du monde 2010 en Afrique du Sud, il est le joueur le plus ancien (depuis février 2000 en équipe nationale). Lors du premier match contre l'Espagne, il rentre à la 80e à la place de Derdiyok et réalise quelques bonnes minutes et manque de peu de réaliser une passe décisive avec une passe pour Tranquillo Barnetta. Il obtient aussi un carton jaune à la 94e sur une main plutôt discutable et involontaire, la Suisse gagne finalement (1-0), une victoire historique contre la meilleure équipe du monde à ce moment, les Champions d'Europe 2008 et les futurs vainqueurs de cette même compétition la Coupe du monde 2010. Lors du deuxième match perdu (0-1) face au Chili, il n'entre pas en jeu. Contre le Honduras, la Suisse est à (0-0) à la mi-temps et doit marquer deux buts pour se qualifier aux 8e de finale, Hitzfeld doit alors faire une tactique extrêmement offensive et pour cela il fait rentrer son joker Hakan Yakin en 2e mi-temps à la place de Gelson Fernandes. Il s'avère à nouveau l'un des suisses les plus dangereux, notamment avec ses nombreux coups francs et manque de peu de marquer un but, malheureusement pour lui détourné par Alexander Frei (lui aussi rentré en jeu pour rendre le jeu offensif car la Suisse est obligé de marquer des buts). Mais malgré tout, l'équipe suisse n'y parvient pas et termine 3e de son groupe.
Après ce mondial, il reçoit également quelques commentaires positives pour sa part. Timo Konietzka, interviewé par Blick, dit que « Nous avons (la Suisse) besoin de deux, trois joueurs comme Yakin ». Daniel Gygax va  même jusqu'à dire: « Hitzfeld n'aime pas mettre Hakan Yakin en tant que titulaire. Hakan peut jouer les passes mortelles, il tire de dangereux coups francs et corners. Véritablement, l'équipe a bien joué. Mais il a manqué la dernière passe et la conclusion ».
Malgré un mondial plutôt décevant, la victoire (1-0) contre l'Espagne reste sans doute l'une des plus belles pages du football suisse. Hakan  Yakin n'a jamais joué un match de Coupe du monde dans lequel, il a perdu (si on ne compte pas les 8e de finale de la CDM, où il sort avant les tirs au but, les Suisses perdant à ce moment-là).

### Fin de carrière internationale (2010 - 2011)
Plusieurs joueurs, désormais âgés, annoncent leur retraite internationale après le mondial tels que Blaise Nkufo (35), Christoph Spycher (32), Benjamin Huggel (33) et Ludovic Magnin (31). Mais malgré tout cela, Yakin (33) et notamment Stéphane Grichting (31) et Alexander Frei (32) continuent alors que Yakin désirait prendre sa retraite internationale en 2008. Il est convoqué ainsi pour le match amical contre l'Autriche (où il est titulaire, chose qui n'était pas survenue depuis très longtemps) aux côtés d'une nouvelle génération et encore plus prometteuse, des joueurs desquels Yakin et 14-15 ans plus âgé tel que notamment le champion du monde M17 Nassim Ben Khalifa et de très jeunes joueurs comme François Affolter et Xherdan Shaqiri.
Toujours remplaçant, mais apprécié par les supporters pour ses rentrées en jeu dynamiques et souvent payantes, il joue un rôle de joker qui lui va très bien, et cela en apportant son expérience de plus de 10 ans en équipe nationale (il est le joueur encore actif le plus capé de l'équipe de Suisse).
Blessé, il loupe le début de la campagne qualificative de l'Euro 2012 face à l'Angleterre.
Le 17 novembre 2010, contre l'Ukraine, le no 10 Yakin montre qu'il reste encore un joueur important pour l'équipe malgré son vieil âge. Le meilleur passeur suisse à ce moment de la Super League est aligné aux côtés de Alex Frei, meilleur buteur à ce moment de la Super League. L'occasion pour les deux joueurs de montrer qu'ils sont encore capable d'évoluer au niveau international. Frei marque sur coup franc et Yakin trouve deux minutes plus tard le poteau sur coup franc aussi. À la 61e minute sur un coup franc devant le milieu de terrain, Yakin place une balle bien précise pour Frei qui marque son 42e but international. Hakan Yakin se distingue comme l'un des meilleurs joueurs sur le terrain, une grande vision du jeu, une technique efficace, une capacité à obtenir des coups francs et surtout à donner de très bonnes balles à Frei. Il hérite du brassard de capitaine après la sortie de Frei. Il s'agit de son premier match international, depuis plus de 5 ans, où il joue les 90 minutes de la rencontre. Stephan Lichtsteiner affirme aussi après le match que les deux joueurs étaient remarquables ce soir. Bien que les statistiques révèlent que lorsque Hakan Yakin jouait un match avec l'équipe de Suisse, elle était bien plus productive et créative, malgré cela Ottmar Hitzfeld met en évidence sa condition physique avec laquelle il ne peut rester titulaire au niveau international, tout en affirmant qu'il reste l'un des meilleurs footballeurs de Suisse.
Agacé par ses non-sélections en équipe de Suisse, le 4 octobre 2011, en conférence de presse, Hakan Yakin annonce qu'il met fin à sa carrière internationale. Ottmar Hitzfeld dit de lui qu'il a été l'un des plus grands joueurs du football suisse.

### Buts internationaux
Liste des 20 buts inscrits par Hakan Yakin en équipe de Suisse :
| #      | Date               | Lieu                      | Adversaire           | Score | Résultat | Compétition                  |
| ------ | ------------------ | ------------------------- | -------------------- | ----- | -------- | ---------------------------- |
| 1.     | 19 février 2000    | Muscat, Oman              | Oman                 | 1-4   | Victoire | Amical                       |
| 2.     | 26 avril 2000      | Kaiserslautern, Allemagne | Allemagne            | 1-1   | Nul      | Amical                       |
| 3.     | 16 août 2000       | Saint-Gall, Suisse        | Grèce                | 2-2   | Nul      | Amical                       |
| 4.     | 15 août 2001       | Vienne, Autriche          | Autriche             | 1-2   | Victoire | Amical                       |
| 5.     | 1er septembre 2001 | Bâle, Suisse              | Yougoslavie          | 1-2   | Défaite  | Qualifications à la CM 2002  |
| 6.     | 13 février 2002    | Nicosie, Chypre           | Chypre               | 1-1   | Nul      | Amical                       |
| 7.     | 14 février 2002    | Limassol, Chypre          | Hongrie              | 2-1   | Victoire | Amical                       |
| 8.     | 21 août 2002       | Bâle, Suisse              | Autriche             | 3-2   | Victoire | Amical                       |
| 9.     | 8 septembre 2002   | Bâle, Suisse              | Géorgie              | 4-1   | Victoire | Qualifications à l'Euro 2004 |
| 10.    | 16 octobre 2002    | Dublin, Irlande           | République d'Irlande | 1-2   | Victoire | Qualifications à l'Euro 2004 |
| 11.    | 12 février 2003    | Nova Gorica, Slovénie     | Slovénie             | 1-5   | Victoire | Amical                       |
| 12.    | 11 octobre 2003    | Bâle, Suisse              | République d'Irlande | 2-0   | Victoire | Qualifications à l'Euro 2004 |
| 13.    | 28 avril 2004      | Genève, Suisse            | Slovénie             | 2-1   | Victoire | Amical                       |
| 14.    | 8 septembre 2004   | Bâle, Suisse              | République d'Irlande | 1-1   | Nul      | Qualifications à la CM 2006  |
| 15.    | 13 octobre 2007    | Zurich, Suisse            | Autriche             | 3-1   | Victoire | Amical                       |
| 16.    | 11 juin 2008       | Bâle, Suisse              | Turquie              | 1-2   | Défaite  | Euro 2008                    |
| 17-18. | 15 juin 2008       | Bâle, Suisse              | Portugal             | 2-0   | Victoire | Euro 2008                    |
| 19.    | 20 août 2008       | Genève, Suisse            | Chypre               | 4-1   | Victoire | Amical                       |
| 20.    | 6 septembre 2008   | Tel-Aviv, Israël          | Israël               | 2-2   | Nul      | Qualifications à la CM 2010  |

## Profil du joueur
Doté d'une très bonne technique, spécialiste des coups de pied arrêtés avec un pied gauche puissant et précis, et une grande vision du jeu qui lui permet de jouer le rôle d'un très bon passeur décisif avec parfois ses très bons caviars, Hakan Yakın a été l'un des premiers véritables numéro 10 en équipe de Suisse. Il développe notamment le jeu d'un buteur lors de son évolution au Young Boys et c'est particulièrement la saison 2007-2008, qu'il explose en trouvant à 24 reprise le filet des buts et en distribuant 14 passes décisives.

## Palmarès
- En club :
  - Champion de Suisse en 2001 avec le Grasshopper-Club Zurich
  - Champion de Suisse en 2002 avec le FC Bâle
  - Vainqueur de la Coupe de Suisse en 2002 avec le FC Bâle
  - Vice-champion de Suisse en 2003 avec le FC Bâle
  - Vainqueur de la Coupe de Suisse en 2003 avec le FC Bâle
  - Vainqueur de la Coupe de Turquie en 2005 avec Galatasaray
  - Vice-champion de Turquie en 2005 avec Galatasaray
  - Finaliste de la Coupe de Suisse en 2006 avec les Young Boys
  - Vice-champion de Suisse en 2008 avec les Young Boys
  - Champion du Qatar en 2009 avec Al Gharrafa
- En sélection nationale :
  - Participation à l'Euro 2004 au Portugal
  - Huitièmes de finaliste de la Coupe du monde 2006 en Allemagne
  - Participation à l'Euro 2008 en Suisse et en Autriche
  - Participation à la Coupe du monde 2010 en Afrique du Sud (victoire historique contre l'Espagne, 0-1)

## Distinctions individuelles
- Avec le FC Bâle
  - 2003 : Axpo Player of the Year (et meilleur passeur)
- Avec le BSC Young Boys
  - 2008 : Axpo Player of the Year
  - 2008 : Meilleur buteur de Super League (24 buts) et meilleur passeur (14 passes décisives).
- Avec la Suisse
  - 2003 : Credit Suisse Player of the Year. (Joueur suisse de l'année en équipe nationale)
  - Élu "Homme du Match" (prix Carlsberg) lors du troisième match de la Suisse à l'Euro 2008 (Suisse 2-0 Portugal)
  - 2e meilleur buteur de l'Euro 2008 (Silver Shoes) (3 buts, 3 matchs)[30].

## Statistiques
En 440 matchs professionnels en club, Yakin a marqué 154 buts. Sa saison la plus prolifique fut la saison 2007-2008 : 18 passes décisives et 28 buts marqués en 48 matchs avec les Young Boys Berne et l'équipe nationale suisse. Yakın est le meilleur buteur de l'équipe Suisse dans un championnat d'Europe des nations avec 3 buts. Il est le 5e joueur le plus capé de l'histoire de l'équipe de Suisse avec 87 sélections derrière Heinz Hermann (117), Alain Geiger (112), Stéphane Chapuisat (103), Johann Vogel (94) et devant Patrick Müller (81).

## Parcours d'entraîneur
- juil. 2022-août 2022 :  FC Schaffhouse
- sep. 2022-mai 2023 :  FC Schaffhouse
- oct. 2023-jan. 2024 :  İstanbulspor
- depuis mars 2025 :  FC Schaffhouse

## Publicité
Hakan Yakin apparaît sur la jaquette de Pro Evolution Soccer 2008 au côté de Cristiano Ronaldo pour la réalisation du jeu en Suisse.